# Tasemnice dlouhočlenná
Tasemnice dlouhočlenná (Taenia solium Linné, 1758) je kosmopolitně rozšířený helmint z čeledi Taeniidae, jehož dospělí jedinci parazitují v tenkém střevě člověka. Mezihostitelem je prase domácí nebo prase divoké. Přítomnost dospělých tasemnic ve střevě člověka se označuje jako taenióza. Člověk může zároveň sloužit jako mezihostitel – larvy v orgánech. V tomto případě se jedná o závažné onemocnění zvané cysticerkóza.

## Morfologie
Tělo dospělé tasemnice T. solium se skládá ze skolexu (hlavičky) a několika set proglotid (článků). Dospělé tasemnice dosahují délky 2–4 metrů. Skolex je kvadratický, o velikosti 1 mm a je opatřen 4 přísavkami. Na skolexu prominuje rostellum opatřené dvěma řadami háčků (celkem 22–32 háčků). Podobně jako u ostatních tasemnic tvoří každý článek samostatnou reprodukční jednotku vybavenou vaječníky, dělohou a testes. Děloha vybíhá do stran do 7–12 tupě zakončených větví. Vajíčka měří 31–43 µm, jsou kulovitého či oválného tvaru a nejsou morfologicky odlišitelná od T. saginata.

## Biologie a vývojový cyklus

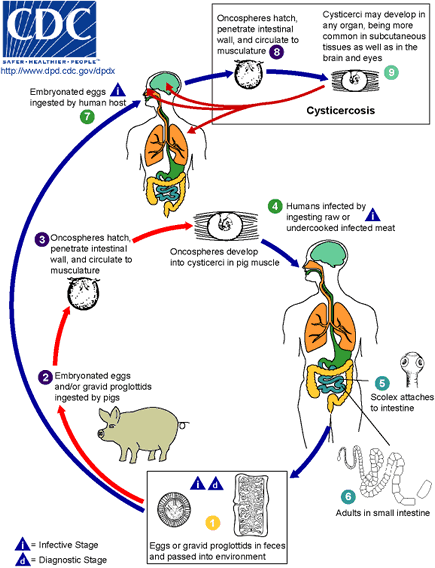
Vývojový cyklus tasemnice dlouhočlenné

Dospělý jedinec je přichycen ke sliznici duodena nebo jejuna pomocí přísavek a rostela s háčky. Na posteriorním konci dozrávají proglotidy, jež se postupně oddělují a odcházejí s faeces nebo samovolně ven z hostitele. Jeden zralý proglotid obsahuje přibližně 80 000–100 000 převážně oplozených vajíček. Oplozená vajíčka obsahují uvnitř již larvální embryo se šesti háčky (larva se označuje jako onkosféra či hexakant). Mezihostitel (prase) se nakazí pozřením vajíček, ze kterých se v tenkém střevě uvolní larva onkosféra. Ty penetrují střevní stěnou a pronikají do krevního oběhu, kterým jsou rozneseny do všech orgánů, především do kosterní a srdeční svaloviny, dále také do očí, jater nebo mozku. Jakmile se onkosféra uchytí, přemění se v cysticerkus neboli boubel (v literatuře se odborně označuje jako cysticercus cellulosae). Cysticerkus je plně vyvinutý za 75 dní. Cysticerkus je bílý či transparentní, oválný, měchýřkovitý útvar o velikosti 5 × 10 mm. Uvnitř měchýřku je invaginovaný protoskolex s 4 přísavkami a 2 řadami háčků. Někteří autoři uvádějí, že cysticerky žijí ve svalovině prasete 3–6 let, poté kalcifikují a nejsou již infekceschopné. Člověk se nakazí konzumací nedostatečně tepelně upraveného vepřového masa či orgánů s cysticerky. Ve střevě člověka se skolex z cysticerku přichytí ke sliznici a za 5–12 týdnů dospívá v dospělou tasemnici. Dospělá tasemnice žije 4–5 let, výjimečně až 25 let.

## Historie
První zmínky o tasemnici dlouhočlenné pocházejí z dob starověkého Řecka. Již v této době byly popsány měchýřkovité útvary ve svalovině prasat a vepřové maso bylo označováno jako nečisté. Aristoteles dal ve svých spisech detailní popis těchto měchýřků ve svalovině prasat a dokonce si povšiml, že jejich výskyt souvisí se způsobem ustájení prasat. Fakt, že staří Řekové považovali prasata jako nečistá, inspiroval pravděpodobně i proroka Mohameda k vydání úplného zákazu konzumace vepřového v Koránu.
Cysticerky u lidí, jakož i nálezy vajíček Taenia sp. ve střevech byly zjištěny u mumií v Egyptě datovaných do období 100-200 let před naším letopočtem.
První popis neurocysticerkózy u lidí učinil Rumler v roce 1558, když při pitvě zesnulého pacienta s epilepsií si povšiml měchýřků v mozku. Rovněž Panarolus v roce 1652 pozoroval obdobné měchýřky v mozkové tkáni při pitvě člověka, který trpěl záchvaty. Fakt, že se jedná o parazita, však objevil až Marco Malphigi v roce 1697, jenž si povšiml, že uvnitř měchýřků je obsažen skolex neboli hlavička tasemnice. To, že dlouhá článkovaná tasemnice ve střevech a měchýřkovité boubele ve svalovině prasat či cysty v lidském mozku mají něco společného, nebylo známo až do poloviny 19. století. Nejprve si Johann Goeze v roce 1784 povšiml podobnosti cyst ve svalovině prasat a cyst u zemřelých pacientů. Teprve však německý lékař, Friedrich Küchenmeister, který měl parazitologii jako zálibu, stojí za objevem vývojového cyklu tasemnice. Küchenmeister byl přesvědčen, že skolexy v měchýřku a skolex dlouhé tasemnice jsou si natolik podobné, že se musí jednat o různé formy jednoho a téhož parazita. V řadě experimentů dal zkrmit články tasemnice králíkům, přežvýkavcům či hlodavcům a naopak svalové boubele z těchto hostitelů dal zase kočkám, psům či liškám. Potvrdil tak jako první na světě, že tasemnice rodu Taenia sp. mají vždy své specifické mezihostitele a konečné hostitele. Poté pokračoval v experimentech i u lidí. Ve svých kontroverzních pokusech podával vězňům odsouzeným k smrti pokrmy z vepřového masa s boubelemi. Při pitvě pak u popravených vězňů pozoroval malé tasemničky ve střevech. Küchenmeister tak prokázal, že člověk se nakazí pozřením boubelí z infikovaného prasete. Spojitost mezi neurocysticerkózou u lidí a tasemnicí dlouhočlennou však byla prokázána až mezi lety 1930 až 1960.

## Taenióza a cysticerkóza

Magnetická rezonance mozku u pacienta s neurocysticerkózou

Jakožto definitivní hostitel se člověk nakazí cysticerky z nedostatečně tepelně upraveného vepřového masa, což vede k uchycení skolexu ve střevě a vývoji dospělé tasemnice. Onemocnění se označuje jako taenióza. Často probíhá bez příznaků nebo se může projevit průjmem, bolestí břicha. Dalšími možnými příznaky je nevolnost, zvracení, střídání průjmu se zácpou či poruchy trávení. Hlavním nebezpečí však spočívá v tom, že člověk s dospělou tasemnicí T. solium je zdrojem vajíček, která vylučuje stolicí. Představuje tak riziko vzniku cysticerkózy pro sebe a pro lidi ve svém okolí.
Závažnější formou onemocnění člověka je cysticerkóza (larvální stádia T. solium v různých orgánech), při které člověk figuruje jako mezihostitel tasemnice, podobně jako je tomu u prasat. Cysticerkóza je charakterizována přítomností cysticerků T. solium v orgánech, především v mozku (neurocysticerkóza), ve svalech, podkoží nebo v očích. Na neurocysticerkózu zemře na světě ročně padesát tisíc lidí. Cysticerky v mozku jsou rovněž hlavní příčinou získané epilepsie v rozvojových zemích.

## Epidemiologie
Ve většině západních vyspělých zemích byl parazit prakticky eradikován. Nicméně stále existují velmi sporadické nálezy cysticerkózy prasat v některých evropských státech. Vhodné podmínky pro výskyt tasemnice představují drobnochovy prasat ve východní Evropě.
V ČR se tasemnice dlouhočlenná nevyskytla již řadu let. Jeden z posledních případů T. solium u člověka v ČR byl diagnostikován u Jana Wericha.
V USA se podle odhadů lékařů opírajících se o tvrzení Roberta F. Kennedyho Jr. objevila tasemnice v roce 2012.